# Real Federação Espanhola de Futebol
A Real Federação Espanhola de Futebol (em espanhol: Real Federación Española de Fútbol, RFEF) é o órgão dirigente do futebol na Espanha. A entidade organiza o Campeonato Espanhol (espanhol: La Liga) e a Seleção Espanhola de Futebol. Está sediada em Madrid.